# Cristo
Cristo é o termo usado em português para traduzir a palavra grega Χριστός (Christós) que significa "Ungido". O termo grego, por sua vez, é uma tradução do termo hebraico מָשִׁיחַ (Māšîaḥ), palavra que em português foi incorporada como Messias.
A palavra geralmente é interpretada como a alcunha de Jesus por causa das várias menções a "Jesus Cristo" na Bíblia. A palavra é, na verdade, um título, daí o seu uso tanto em ordem direta "Jesus Cristo" como em ordem inversa "Cristo Jesus", significando neste último O Ungido, Jesus. Os seguidores de Jesus são chamados de cristãos porque acreditam na doutrina de Jesus, o Cristo, ou Messias, sobre quem falam as profecias da Tanakh (que os cristãos conhecem como Antigo Testamento). A maioria dos judeus rejeita essa reivindicação e ainda espera a vinda do Cristo (ver Messianismo judaico). A maioria dos cristãos espera pela Segunda vinda de Cristo quando acreditam que Ele cumprirá o resto das profecias messiânicas.
A expressão "Jesus Cristo" surge várias vezes nos escritos gregos da Bíblia, no Novo Testamento, e veio a tornar-se a forma respeitosa como os cristãos se referem a Jesus, Homem Judeu que, segundo os evangelhos, nasceu em Belém da Judeia e passou a maior parte da sua vida em Nazaré, na Galileia, sendo por isso chamado, às vezes, de Jesus de Nazaré ou Nazareno. O título Cristo, portanto, confere uma perspectiva religiosa à figura histórica de Jesus.
A área da teologia cujo foco é a identidade, vida, e ensinamentos de Jesus é conhecida como Cristologia.
Christós no grego clássico poderá significar coberto em óleo, sendo assim uma translação literal de Messias.

## Visão cristã tradicional

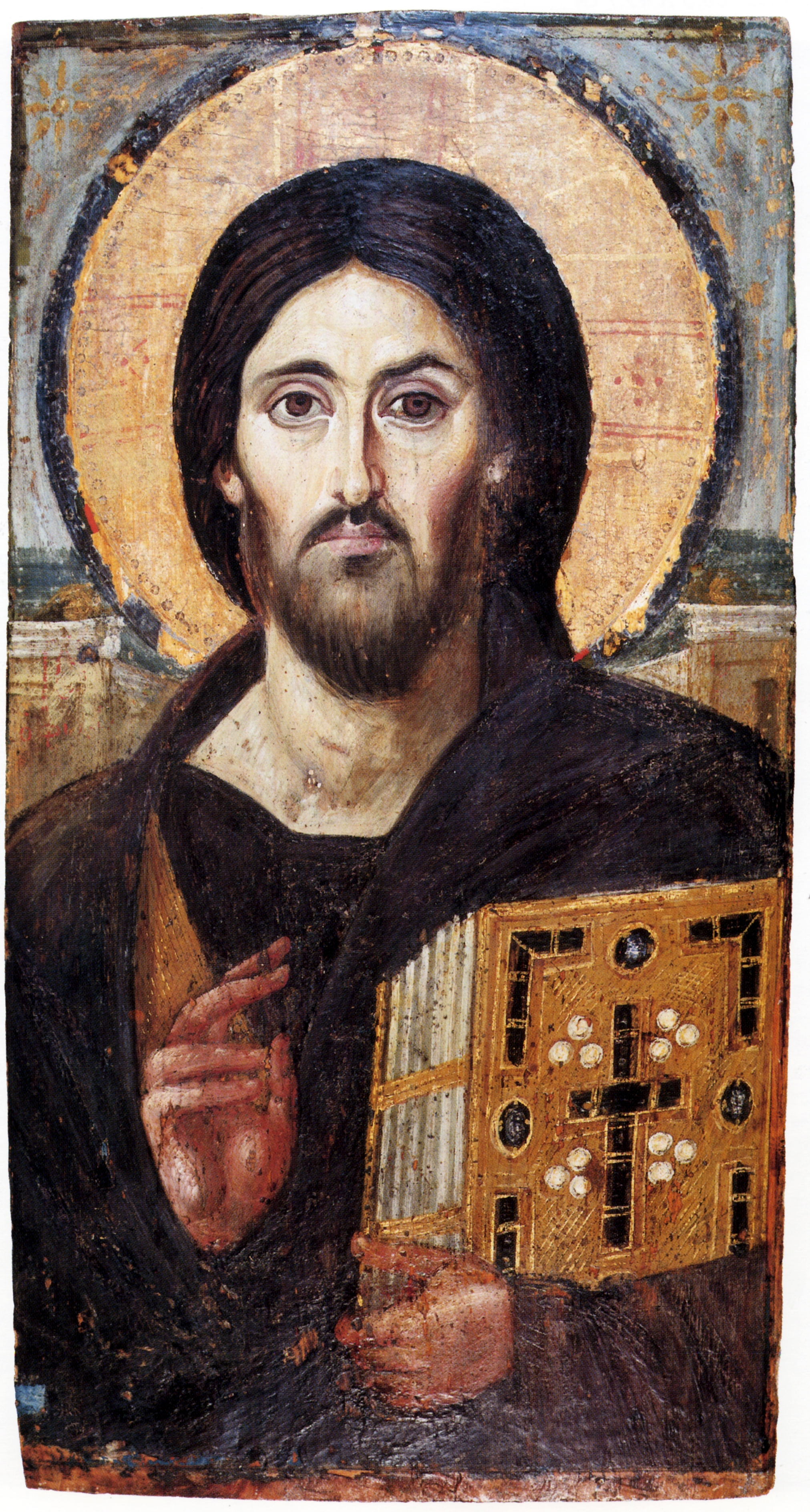
Cristo o Salvador (Pantokrator), num ícone do século VI do Monastério de Santa Catarina, Monte Sinai.

Esta secção pode conter pontos de vista que de uma forma geral são comuns entre cristãos durante dois milénios. O Novo Testamento menciona que o Messias, muito esperado, chegou e descreve esse salvador como O Cristo. O apóstolo Pedro, no que se tornou numa famosa proclamação de fé entre Cristãos desde o primeiro século, disse « Sois Cristo, o Filho de Deus vivo ».
Ensinamentos sobre Jesus e testemunhos sobre o que fez durante os três anos do seu ministério são encontrados na leitura do Novo Testamento. Ensinamentos bíblicos sobre a pessoa de Jesus Cristo poderão ser resumidos em Jesus Cristo ser totalmente Deus (divino) e totalmente humano ao mesmo tempo, numa única pessoa isenta de pecados.
As escrituras mencionam que Jesus foi concebido milagrosamente pela obra do Espírito Santo, no ventre da sua virgem mãe, Maria, sem um pai humano.

## Segundo a vertente cristã, nele haveria o cumprimento das antigas profecias
Entre os que entendem ser Jesus o Messias, seria relatado que nele foram cumpridas as profecias do Antigo Testamento. Tais como:
- Nasceria em Belém de Judá (Miqueias 5:2)
- de uma virgem (gr. phanteros) (Isaías 7:14)
- por intermédio de Deus (Salmos 2:7)
- descendente de Jacó (Números 24:17)
- da tribo de Judá (Gênesis 49:10)
- iria para o Egito (Oseias 11:1)
- surgiria da Galileia (Isaías 9:1)
- um mensageiro prepararia o seu caminho (Malaquias 3:1) clamando no deserto (Isaías 40:3)
- o Espírito de Deus iria repousar sobre Ele (Isaías 11:2)
- faria profecias (Deuteronômio 18:18)
- abriria os olhos dos cegos e os ouvidos dos surdos (Isaías 35:5)
- curaria os coxos e os mudos (Isaías 35:6)
- falaria em parábolas (Salmos 78:2)
- mesmo sendo pobre, seria aclamado rei, em um jumento (Zacarias 9:9)
- seria rejeitado (Salmos 118:22)
- traído por um amigo (Salmos 41:9)
- por trinta moedas de prata (Zacarias 11:12)
- moedas essas que seriam dadas a um oleiro (Zacarias 11:13)
- seria ferido e depois abandonado por seus discípulos (Zacarias 13:7)
- seria acusado injustamente (Salmos 35:11)
- seria ferido pelas nossas transgressões (Isaías 53:5)
- não responderia aos seus acusadores (Isaías 53:7)
- seria cuspido e esbofeteado (Isaías 50:6)
- seria zombado depois de preso (Salmos 22:7,8)
- teria os pés e mãos transpassados (Salmos 22:16)
- na terra dos seus amigos (Zacarias 13:6)
- junto com transgressores (Isaías 53:12)
- oraria pelos seus inimigos (Salmos 109:4)
- seria rejeitado e ferido por nossas iniquidades (Isaías 53:3:5)
- lançariam sortes para repartir as suas vestes (Salmos 22:18)
- o fariam beber vinagre (Salmos 69:21)
- clamaria a Deus no seu desamparo (Salmos 22:1)
- entregaria seu espírito a Deus (Salmos 31:5)
- não teria os ossos quebrados (Salmos 34:20)
- a Terra se escureceria, mesmo sendo dia claro (Amós 8:9:10)
- um rico o sepultaria (Isaías 53:9)
- assim como Jonas ficou três dias dentro do grande peixe, ele ficaria 3 dias debaixo da terra (Jonas 1:17;Mateus 16:21;Lucas 11:30)
- Ele ressuscitaria (Salmos 30:3)
- no terceiro dia (Oseias 6:2)
- subindo também aos céus (Salmos 68:18;Atos 1:11)
- e sendo recebido pelo seu Pai, à sua direita (Salmos 110:1;Atos 7:55).

## Leitura recomendada
- De La Torre, Miguel A., "The Quest for the Cuban Christ: A Historical Search," University Press of Florida, 2002.
- Harpur, Tom, The Pagan Christ: Recovering the Lost Light. Toronto: Thomas Allen Publishers, 2004.
- McDowell, Joshua and Don Stewart, Handbook of Today's Religions, Nashville: Thomas Nelson Publishers, 1983.
- Ott, Ludwig, Fundamentals of Catholic Dogma, 1957.
- Michalopoulos, Dimitris (2006): "Islam and Christendom: The distorted relationship". Entelequia. Revista Interdisciplinar, 2, Otoño 2006. Págs. 201-206.
- Os Primeiros Cristãos-Páginas de História, Irina Sventsiskaia, Editorial Caminho,315 págs., Lisboa, Fevereiro de 1990.